# جمال سجاتی
جمال سجاتی (عربی: جمال سجاتي؛ زادهٔ ۳ مهٔ ۱۹۹۹) دونده دو نیمه‌استقامت اهل الجزایر است.
وی در مسابقات کشوری و بین‌المللی در مجموع برندهٔ ۱ مدال طلا شده است.